# Sarah Dawn Finer
Sarah Dawn Finer (14. september 1981 i Stockholm i Sverige) er en svensk sangerinde, sangskriver og skuespiller med engelsk og amerikansk baggrund. Dawn Finer er halvsøster til musicalkunstneren Rennie Mirro og søster til sangerinden Zoie Finer.
Dawn Finer har optrådt sammen med eller sunget i koret for adskillige kendte svenske kunstnere. Hendes første album, "A Finer Dawn", udkom i 2007 med selvkomponeret musik. Albummet solgte til guld, og indeholdt blandt andet den populære sang "I Remember Love", der fik en fjerdeplads under Melodifestivalen 2007, lå som nummer ét på svensktoppen og toppede flere andre lister.
Som skuespiller har hun blandt andet medvirket i nogle film, hun har optrådt i en musical samt indtalt og indsunget stemmer til tegnefilm og tv. Hun spillede hovedrollen i musicalen "Jekyll & Hyde" i 2008, der fik hende nomineret til en guldmask for den bedste kvindelige hovedrolle i 2008. Hun har også siddet i den svenske udtagelsesjury til Eurovision Song Contest 2011, og hun skal være tv-vært for Melodifestivalen 2012 sammen med Helena Bergström og Gina Dirawi.